# Kutawaru
Kutawaru is een bestuurslaag in het regentschap Cilacap van de provincie Midden-Java, Indonesië. Kutawaru telt 8679 inwoners (volkstelling 2010).